# John Maxton
John Alston Maxton, baron Maxton (né le 5 mai 1936) est un homme politique écossais du parti travailliste. De 1979 à 2001, il est député à la Chambre des communes.

## Jeunesse
Il est le neveu de l'ancien chef du Parti travailliste indépendant, James Maxton. Son père, également nommé John Maxton, est Objection de conscience pendant la Première Guerre mondiale, et le jeune John Maxton est lui-même objecteur de conscience de 1955 à 1957, travaillant sur des chantiers et dans l'agriculture. Il fait ses études à la Lord Williams's Grammar School de Thame, puis fréquente l'University College d'Oxford.

## Carrière politique
Il rejoint le Parti travailliste en 1970 et devient un militant de premier plan en tant que vice-président du groupe Scottish Labour Against the Market lors du référendum de 1975 sur le maintien de l'adhésion britannique au Marché commun. Il est choisi pour se présenter contre le secrétaire d'État fantôme pour l'Écosse en exercice, Teddy Taylor, aux élections générales de 1979 dans la circonscription de Glasgow Cathcart. L'évolution démographique de la région et la popularité croissante du Labour en Écosse en ont fait un siège à gagner, et la victoire de Maxton est rendue plus probable par l'opposition farouche du Parti conservateur au Parti national écossais, qui ramène certains de ses électeurs au Labour.
Maxton est le seul candidat travailliste à cette élection à gagner un siège remporté par les conservateurs lors des précédentes élections générales. Au Parlement, il siège à la gauche dans le Groupe Tribune, et vote contre la Guerre des Malouines. En 1983, sa circonscription est redessinée à son désavantage, mais Maxton exclut de se présenter dans des zones voisines et plus favorables; il a donc théoriquement gagné son siège des Conservateurs à nouveau aux élections générales de 1983. Maxton est un député d'arrière-ban populaire, mais n'a pas beaucoup de soutien lorsqu'il se présente aux élections au Cabinet fantôme travailliste. Il est le Whip des travaillistes écossais en 1985 et porte-parole des Affaires écossaises de 1985 à 1992.
Il ne se représente pas à la Chambre des communes lors des élections générales de 2001 et reçoit une pairie à vie le 17 juin 2004, en tant que baron Maxton, de Blackwaterfoot dans l'Ayrshire et l'Arran.